# Patricia Rhomberg
Patricia Rhomberg (nascuda el 15 de setembre de 1953) és una exactriu de cinema porno austríaca dels anys 70.

## Inicis de la seva carrera
Rhomberg treballava com a assistent mèdica quan va conèixer el director alemany Hans Billian i va començar una relació amb ell.
El 1975, va aparèixer al primer llargmetratge pornogràfic alemany, Bienenstich im Liebesnest, dirigida per Billian (la versió soft es deia Im Gasthaus zum scharfen Hirschen, també coneguda com a 'Zimmermädchen machen es gerne). Hi interpreta Graziella Schill, una dona que segueix la pista del seu marit infidel. Aquest va ser un paper tou fins i tot a la versió dura de la pel·lícula, amb escenes emmarcades i editades per suggerir que Rhomberg té activitat sexual però no té sexe visible.

## Josephine Mutzenbacher
El 1976, Billian li va donar el paper principal, en part perquè parlava el dialecte adequat, a la pel·lícula per adults Josefine Mutzenbacher wie sie wirklich war, 1. Teil, en què interpreta la prostituta vienesa Josefine Mutzenbacher. Aquesta pel·lícula li va donar fama a Alemanya. Va inspirar nombroses seqüeles, però l'original és l'única en què apareix Rhomberg.
Jim Holliday ha descrit aquesta pel·lícula com "fàcilment la millor i més precisa de diverses pel·lícules basades en la vida i les aventures de la llegendària madam Josefine Mutzenbacher" i la seva pel·lícula per a adults "favorita de tots els temps" estrangera. Josefine Mutzenbacher... va ser "una de les pel·lícules estrangeres per a adults amb més èxit que mai hagi creuat l'Atlàntic", i la pel·lícula és "considerada avui com una de les millors pel·lícules porno de tots els temps".

## Carrera posterior
El 1977, va aparèixer a Kasimir der Kuckuckskleber. El seu paper era el de Larissa Holm, una jove que accepta amb Kasimir Zwickelhuber (interpretat per Sepp Gneißl) dedicar-se a la prostitució per pagar alguns deutes. Al voltant d'aquest període també va aparèixer en nombrosos bucles de porno dur dirigits per Billian, com ara "Venus in Seide" i "Schwarzer Orgasmus", que van ser dels primers exemples de pornografia interracial a Alemanya. A més d'actuar, també va treballar com a fluffer.
El 1978, va trencar amb Billian i va tornar a la seva professió original.